# Aphelandra nitida
Aphelandra nitida é uma espécie de  planta do gênero Aphelandra e da família Acanthaceae.

## Taxonomia
A espécie foi descrita em 1823 por Carl Friedrich Philipp von Martius e Christian Gottfried Daniel Nees von Esenbeck.
Os seguintes sinônimos já foram catalogados:
- Geissomeria cestrifolia  Nees & Mart.
- Geissomeria macrophylla  Nees & Mart.
- Geissomeria nitida  Nees

## Forma de vida
É uma espécie terrícola, arbustiva e subarbustiva. É uma espécie de difícil enraizamendo na estaquia.

## Conservação
A espécie faz parte da Lista Vermelha das espécies ameaçadas do estado do Espírito Santo, no sudeste do Brasil. A lista foi publicada em 13 de junho de 2005 por intermédio do decreto estadual nº 1.499-R.

## Distribuição
A espécie é endêmica do Brasil e encontrada nos estados brasileiros de Alagoas, Bahia, Espírito Santo e Sergipe. A espécie é encontrada no domínio fitogeográfico de Mata Atlântica, em regiões com vegetação de floresta ombrófila pluvial.